# Клётцер, Куно
Куно Клётцер (нем. Kuno Klötzer; 19 апреля 1922, Гайер, Саксония — 6 августа 2011, Нордерштедт, Шлезвиг-Гольштейн) — немецкий футболист и тренер, выигравший с «Гамбургом» Кубок обладателей кубков УЕФА 1976/1977.

## Биография
Участвовал во Второй мировой войне, был трижды ранен на Восточном фронте, находился в британском плену. В послевоенное время выступал за команды «Хельмштедтер» и «Вердер».
Закончив карьеру игрока, стал тренером, возглавляя многие западногерманские команды. За его порядочность и профессионализм его называли «рыцарь Куно». Основные достижения в качестве тренера:
- 1953 г. — финал в земельном кубке в качестве тренера сборной Нижней Саксонии,
- 1965/66 — чемпион региональной лиги «Запад» и выход в бундеслигу с «Фортуной» (Дюссельдорф),
- 1971/72 — чемпион региональной лиги «Юг» и выход в бундеслигу с клубом «Киккерс» (Оффенбах),
- 1974 г. — финалист Кубка Германии с «Гамбургом»,
- 1976 г. — победитель Кубка Германии и вице-чемпион страны с «Гамбургом»,
- 1976/1977 — победитель Кубка Кубков,
- 1978/1979 — полуфиналист Кубка УЕФА с «Гертой»,
- 1980/1981 — чемпион второй бундеслиги и выход в бундеслигу с «Вердером».